# ГЕС Maggotty Falls
ГЕС Maggotty Falls — гідроелектростанція на Ямайці, розташована в західній частині цієї острівної країни за чотири десятки кілометрів на південь від Монтего-Бей. Використовує ресурс із Блек-Рівер, яка впадає до затоки Блек-Рівер-Бей (Карибське море) на південно-західному узбережжі острова.
При спорудженні станції річку перекрили водозабірною спорудою, від якої по правобережжю проклали водовід довжиною 2,3 км, що на одній з ділянок проходить у тунелі завдовжки 0,1 км з перетином 1,5х2,3 метра. В гідротехнічній схемі також наявний запобіжний балансувальний резервуар баштового типу заввишки 21,4 метра з діаметром 4,6 метра.
У 1957 році машинний зал обладнали однією турбіною типу Френсіс потужністю 6 МВт, яка в 2002-му пройшла капітальний ремонт. Втім, частково дерев'яний старий водовід мав численні течі та потребував заміни. Це здійснили під час розширення станції у 2012—2014 роках, коли додатково встановили дві турбіни того ж типу потужністю по 3,7 МВт.
Гідроагрегати працюють при напорі у 93 метри.